# Mutinerie de Wuqiao
Transition des Ming aux Qing
Batailles
Unification des Jürchens - Fushun - Qinghe - Sarhu - Kaiyuan - Tieling - Xicheng  - Shen-Liao - Zhenjiang - She-An - Guangning - Ningyuan - Corée (1627) -  Ning-Jin - Jisi - Dalinghe - Wuqiao - Lüshun - Corée (1636) - Song-Jin - Révoltes paysannes - Pékin - Shanhai
La mutinerie de Wuqiao (吳橋兵變) est une rébellion de soldats chinois qui dure de 1631 à 1633, pendant les dernières années de la dynastie Ming. Elle est dirigée par Kong Youde et Geng Zhongming, tous deux lieutenants anciennement sous les ordres du général Mao Wenlong, le protecteur de l’île de Ka.

## Situation avant le début du conflit
Le 7 mai 1618, Nurhachi, le Khan des Jin postérieurs, entre ouvertement en rébellion contre la dynastie Ming, dont il était théoriquement le vassal, en proclamant ses Sept Grandes Causes d'irritation, qui sont autant de raisons de rejeter la tutelle Ming sur la Mandchourie.
Ayant préparé sa révolte de longue date, Nurhachi enchaîne les victoires contre les troupes chinoises et vainc les troupes des Ming lors des batailles de Fushun, Qinghe, Sarhu, Kaiyuan et Tieling. Après avoir mis au pas le clan Yihe, ses derniers rivaux au sein du peuple Jürchen, en s'emparant de Xicheng, leur capitale, il parachève sa conquête du Liaodong en s'emparant de nombreuses villes et en détruisant plusieurs armées Ming lors de la bataille de Shen-Liao. Après sa victoire, il transfère sa capitale à Liaoyang, l'ancien siège du pouvoir Ming au Liaodong.
Même si, pendant un bref laps de temps, le général Mao Wenlong réussit à s'emparer du fort Zhenjiang, situé sur les côtes du Liaodong, les Ming n'arrivent pas à véritablement contre-attaquer et reprendre le contrôle des territoires qu'ils ont perdus.
Durant l'automne 1621,une importante rébellion de différentes ethnies non-Han éclate dans les provinces du Sichuan et de Guizhou, ce qui plonge les Ming dans une crise majeure et mobilise une partie non négligeable des ressources militaire de la dynastie au détriment de la défense du nord-est du pays. Le Khan des Jin profite de cet affaiblissement pour s'emparer de la ville de Guangning en 1622 et de la ville portuaire de Lüshun en 1625. Cette série de victoires prend fin en 1626, lorsque le Khan est gravement blessé lors de la défaite des Jin à l'issue de la bataille de Ningyuan. Il meurt huit mois plus tard. Son fils et successeur, Huang Taiji, tente de le venger mais est vaincu à son tour lors de la bataille de Ning-Jin. Il passe les années suivantes à réformer et renforcer l'armée des Jin postérieurs.
Ces réformes commencent à porter leurs fruits en 1629, lorsque l'armée de Huang Taiji envahit la Chine en contournant la forteresse de Ningyuan, et marche sur Pékin, la capitale des Ming, qu'ils attaquent lors de l'Incident de Jisi. Yuan Chonghuan, qui est alors le commandant de la garnison de Ningyuan, envoie 20 000 hommes sous les ordres de Zu Dashou pour protéger la capitale. Zu traverse la Grande Muraille par la passe de Shanhai et avance jusqu'à Pékin, où il bat les Jurchens sous les murs de la ville. L'échec de la défense des murailles nord par Yuan, combinée à une campagne de dénigrement lancée en sous-main par Huang Taiji, conduit à son arrestation et à son exécution ultérieure. Toutefois, avant de mourir, il a eu le temps d'utiliser le prestige qu'il avait tiré de sa précédente victoire sur Nurhaci pour reconstruire Jinzhou, Songshan et Dalinghe en les transformant en colonies militaires (屯, tun) protégées par de lourdes fortifications. Ces transformations se font dans le cadre d'une politique de défense avancée impliquant la construction de bastions au nord de la Grande Muraille, notamment à Ningyuan, qui servait de base à ses opérations,.
Huang Taiji met en échec cette politique de fortifications lors de la bataille de Dalinghe, où il utilise l'artillerie moderne dont il s'est doté pour s'emparer de la ville éponyme, après avoir annihilé ou pris toutes les forteresses protégeant la ville. Pendant ce temps, Mao Wenlong a fait de l’île de Ka, où il s'est replié après la bataille du Fort Zhenjiang, son domaine personnel. Si, au début, il dépend des approvisionnements venant de Chine et de la bonne volonté des Coréens pour nourrir ses troupes,,,, il se met rapidement à extorquer des provisions aux Coréens et va jusqu’à fonder des colonies agricoles sur les côtes coréennes.

## Déroulement des combats
En 1629, Yuan Chonghuan procède à l'exécution sommaire de Mao et devient le nouveau maître de l’île de Ka. Peu après, Geng Zhongming commence à lancer des raids contre le royaume coréen de Joseon pour s'approvisionner, mais il est découvert et emprisonné par Huang Long, son nouveau supérieur. Zhongyu, le frère de Zhongming, se révolte contre Huang Long et l'emprisonne. Bien que Huang soit finalement libéré, il est destitué par Sun Yuanhua pour avoir détourné les fonds de l'armée. Des conflits entre officiers conduisent au transfert de Kong Youde et Geng Zhongming à Dengzhou au Shandong.
À la fin de 1631, Kong reçoit l'ordre d'aller aider les troupes Ming impliquées dans la bataille de Dalinghe, mais ses soldats sont sous-approvisionnés et sous-payés, et ont du mal à obtenir des provisions en raison des frictions entre les troupes et les habitants. En passant devant la ville de Wuqiao, le régiment est ralenti par le mauvais temps. Immédiatement, le magistrat local permet aux marchands de fermer volontairement les marchés de la ville. Un des soldats affamés vole un poulet dans la maison de Wang Xiangchun, un membre puissant de la petite noblesse locale. En punition, le serviteur de Wang fait défiler le soldat de manière humiliante à travers le camp de Kong Youde, avec une flèche plantée dans le visage. Cela met en colère ses camarades soldats, qui se révoltent et tuent le serviteur de Wang. Cette escalade dans la violence incite le fils de Wang à intervenir personnellement et à exiger que tous les auteurs du meurtre soient sévèrement punis. En même temps, Li Jiucheng, le subordonné de Kong, qui a dépensé tous les fonds fournis par Sun Yuanhua et craint d'avoir des ennuis, contraint Kong à se mutiner. Les mutins lancent des raids contre la ville de Jinan et se déploient pour prendre Linyi, Ling, Shanghe et Qingcheng. Ils s'emparent de Dengzhou le 22 février 1632, lorsque Geng Zhongming rejoint leurs rangs et leur remet la ville. Sun Yuanhua est capturé par les révoltés, mais il réussit à convaincre Kong de se rendre pacifiquement. Cependant, le décret d'amnistie émis par Sun est supprimé par l'inspecteur de la censure Wang Daochun, qui adopte une attitude ferme envers les mutins. De plus en plus impatient, Kong relance sa rébellion, tout en libérant Sun au nom de leur amitié. Mais, comme il n'a pas réussi à défendre Dengzhou, Sun Yuanhua est destitué par ses ennemis politiques et accusé de trahison, puis torturé en prison et finalement exécuté en 1633.
Après plusieurs victoires, les rebelles de Kong arrivent en mars à Laizhou et entament un siège de 6 mois. Le gouvernement central Ming mobilise Gao Qiqian, Wu Xiang et Wu Sangui avec 12,000 hommes pour lever le siège de Laizhou. Les forces rebelles finissent par être écrasées et forcées de battre en retraite à Dengzhou.

## Conséquences
Une fois enfermées dans Dengzhou, les troupes rebelles finissent par en être réduites au cannibalisme par le manque de provisions. Finalement, Kong et Geng partent par la voie maritime avec leurs derniers partisans et rejoignent les rangs des Jin postérieurs au printemps 1633, apportant avec eux de nombreux canons de type Hongyipao (lit : "canon des barbares rouges"), qu'ils livrent aux Jurchens.